# Уплотнительная застройка

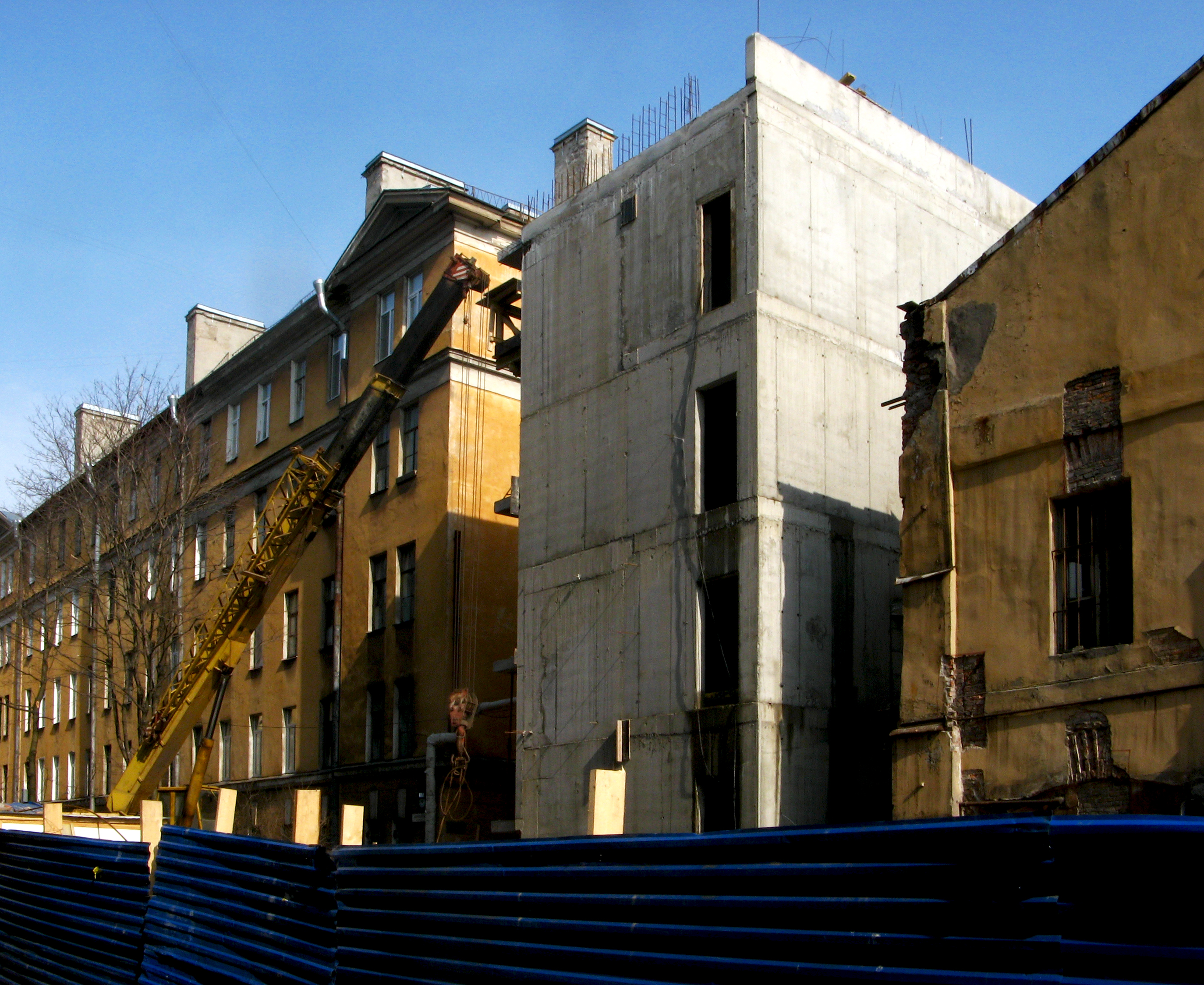
Пример уплотнительной застройки — новое здание строится в узком коридоре между двумя старыми

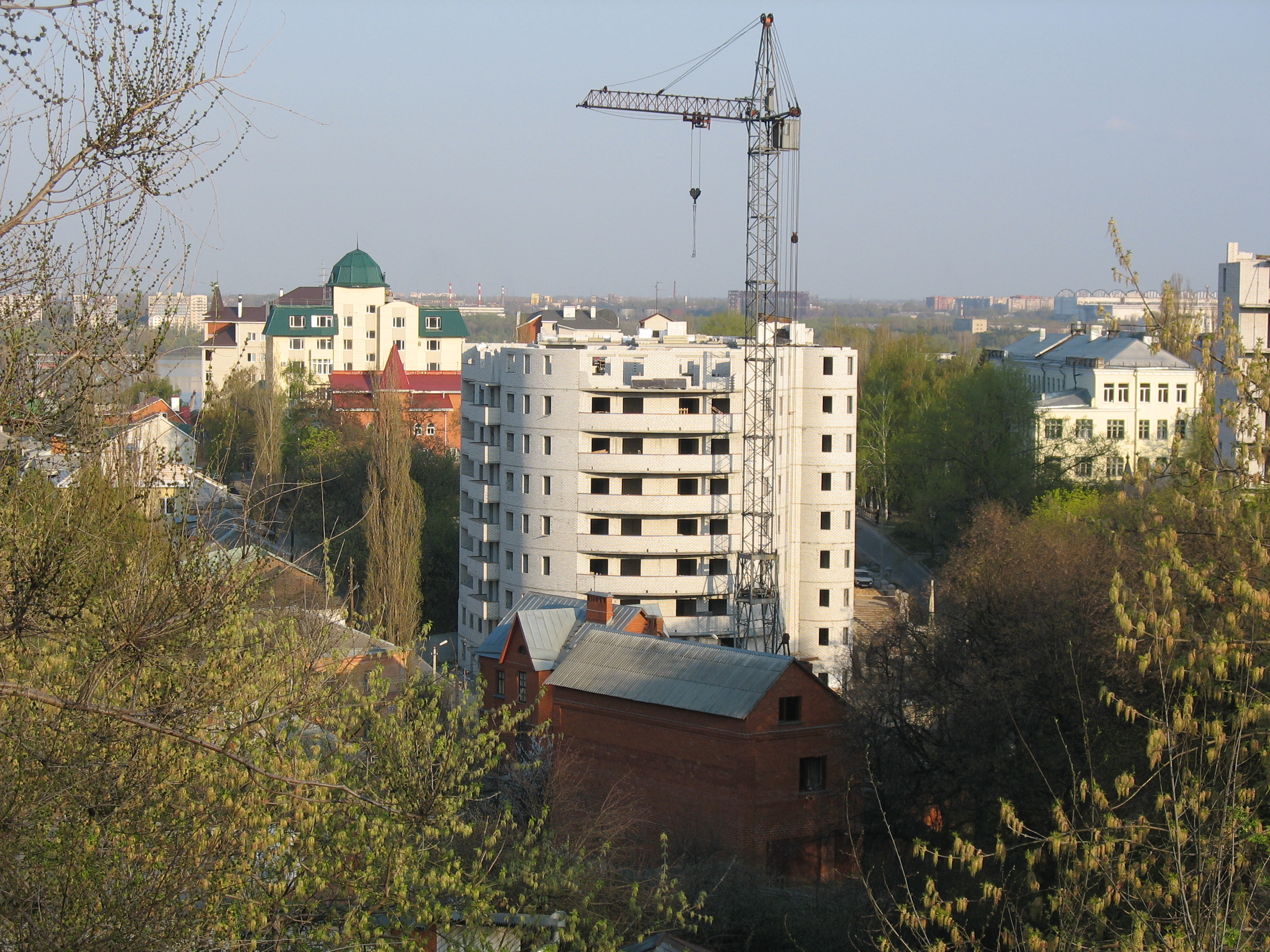
Пример уплотнительной застройки в Воронеже — новое здание строится среди других

Уплотнительная (точечная) застройка — строительство новых зданий или сооружений в исторически сложившемся жилом микрорайоне, обычно на месте зелёных зон. Специалисты переводят термин нейтральным понятием англ. infill development.  Понятие не является юридическим, так как не определено ни в Градостроительном кодексе РФ, ни в Градостроительном кодексе города Москвы.
С точки зрения местных жителей, уплотнительная застройка мотивирована исключительно стремлением инвестора получить дополнительную прибыль и часто воспринимается как отклонение от градостроительного плана. Их сопротивление точечной застройке и конфликты с застройщиками вызваны тем, что уплотнение застройки зачастую чревато ухудшением качества проживания для жителей прилегающих к строительству домов.
Уплотнительную застройку также различают по двум типам:
1. Строительство нового, не предусмотренного ранее объекта в исторически сложившемся жилом квартале. В этом случае строительство ведётся обычно на территории парка или сквера.
2. Строительство нового объекта в исторически сложившемся квартале там, где предполагалось строительство объекта иного назначения.